# Creetown
Creetown är en ort i Storbritannien.   Den ligger i kommunen Dumfries and Galloway och riksdelen Skottland, i den centrala delen av landet, 500 km nordväst om huvudstaden London. Creetown ligger 11 meter över havet och antalet invånare är 677.
Terrängen runt Creetown är kuperad åt nordost, men åt sydväst är den platt. En vik av havet är nära Creetown söderut.  Närmaste större samhälle är Newton Stewart, 9,0 km nordväst om Creetown. Trakten runt Creetown består i huvudsak av gräsmarker.